# Клинцево (Тейковский район)
Кли́нцево — деревня в Тейковском районе Ивановской области, входит в состав Большеклочковского сельского поселения.
В деревне около 20-ти подворий. Расположена рядом с участком автодороги Р152 Иваново—Тейково, на которую имеет выезд. Осенью 2018 года Администрация Тейковского района выполнила ремонтные работы по ремонту проселочной дороги, соединяющую деревню с автодорогой. В 1,5 км к югу находится ж/д станция Северной железной дороги Пелгусово.
Одним из первых упоминаний деревни Клинцево можно считать отображение деревни на генеральной карте Владимирской губернии 1804 года.